# ليل كيم
كيمبرلي دينيس جونز المعروفة باسمها الفني ليل كيم (بالإنجليزية: Lil' Kim) مغنية راب أمريكية ومنتجة وممثلة . ولدت وترعرعت في بروكلين، نيويورك. عاشت معظم سنوات شبابها في الشوارع، خلال مراهقتها كانت تؤدي فريستايل راب وتأثرت بمغنيات الراب ذا ليدي اوف ريج و ام سي لايت . بعد اكتشافها من قبل بيغي سمولز بدأت مهنتها عام 1995 عندما انضمت لفرقته «جونير مافيا».
ألبوم ليل كيم الأول Hard Core صدر عام 1996 اعتمد بشهادة دبل بلاتينيوم من قبل رابطة صناعة التسجيلات الأمريكية ويعتبر من كلاسيكيات الراب في التسعينات. خلال مسيرتها الحافلة ليل كيم حصلت على العديد من الجوائز أبرزها جائزة الغرامي لفئة أفضل تعاون عام 2002 لأغنية Lady Marmalade .

## روابط خارجية
- ليل كيم على موقع IMDb (الإنجليزية)
- ليل كيم على موقع روتن توميتوز (الإنجليزية)
- ليل كيم على موقع ألو سيني (الفرنسية)
- ليل كيم على موقع ميوزك برينز (الإنجليزية)
- ليل كيم على موقع رولينغ ستون (الإنجليزية)
- ليل كيم على موقع أول موفي (الإنجليزية)
- ليل كيم على موقع قاعدة بيانات الأفلام السويدية (السويدية)
- ليل كيم على موقع إن إن دي بي (الإنجليزية)
- ليل كيم على موقع أول ميوزيك (الإنجليزية)
- ليل كيم على موقع ديسكوغز (الإنجليزية)